# Libuň
Libuň (en allemand : Libun) est une commune du district de Jičín, dans la région de Hradec Králové, en République tchèque. Sa population s'élevait à 770 habitants en 2022.

## Géographie
Libuň se trouve à 9 km au nord-ouest de Jičín, à 50 km au nord-ouest de Hradec Králové et à 78 km au nord-est de Prague.
La commune est limitée par Holenice au nord, par Kněžnice et Jinolice à l'est, par Holín au sud, et par Mladějov et Újezd pod Troskami à l'ouest.

## Histoire
La première mention écrite de la localité date de 1369.

## Administration
La commune se compose de quatre sections :
- Březka
- Jivany
- Libuň
- Libunec

## Galerie

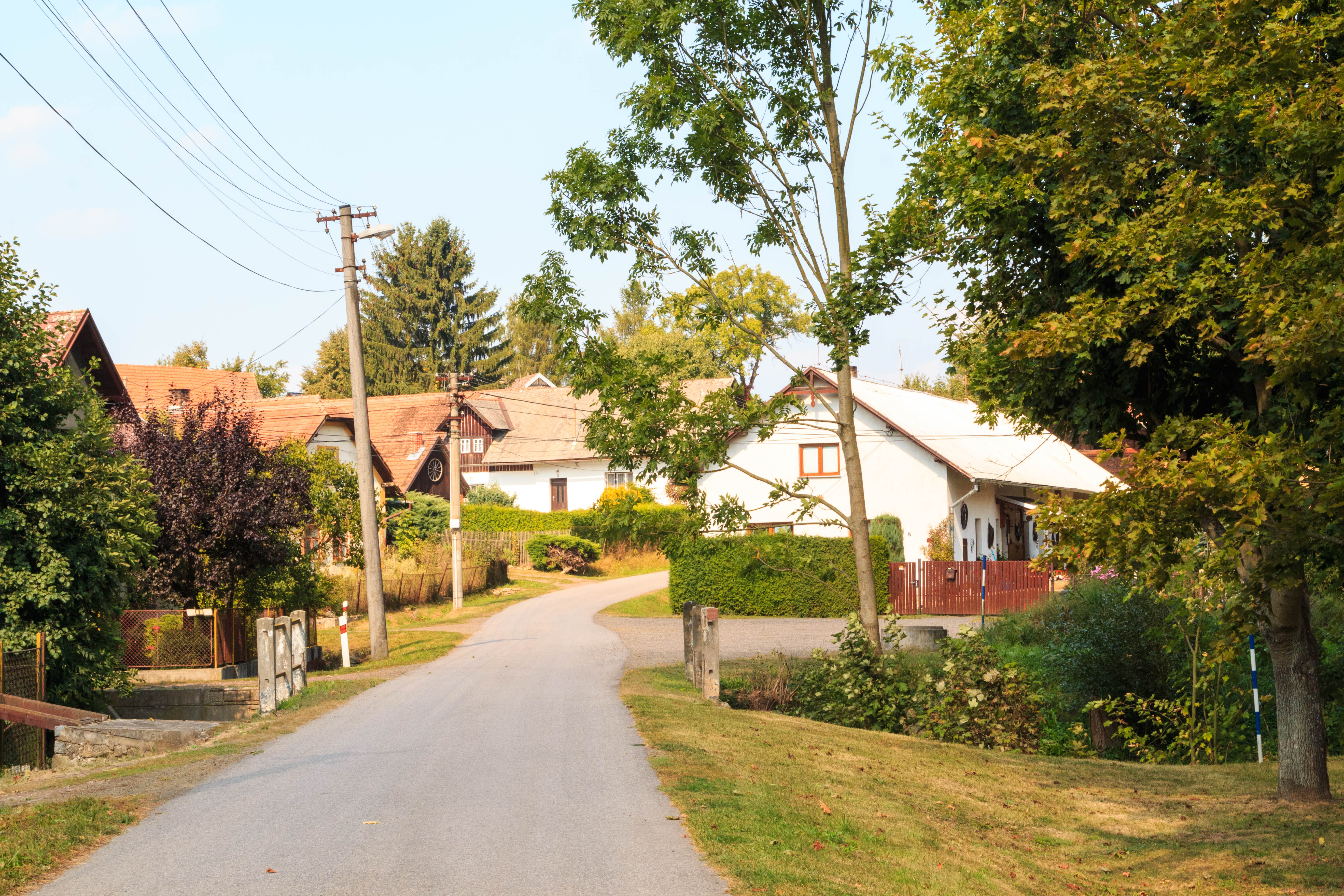
Hameau de Libunec.
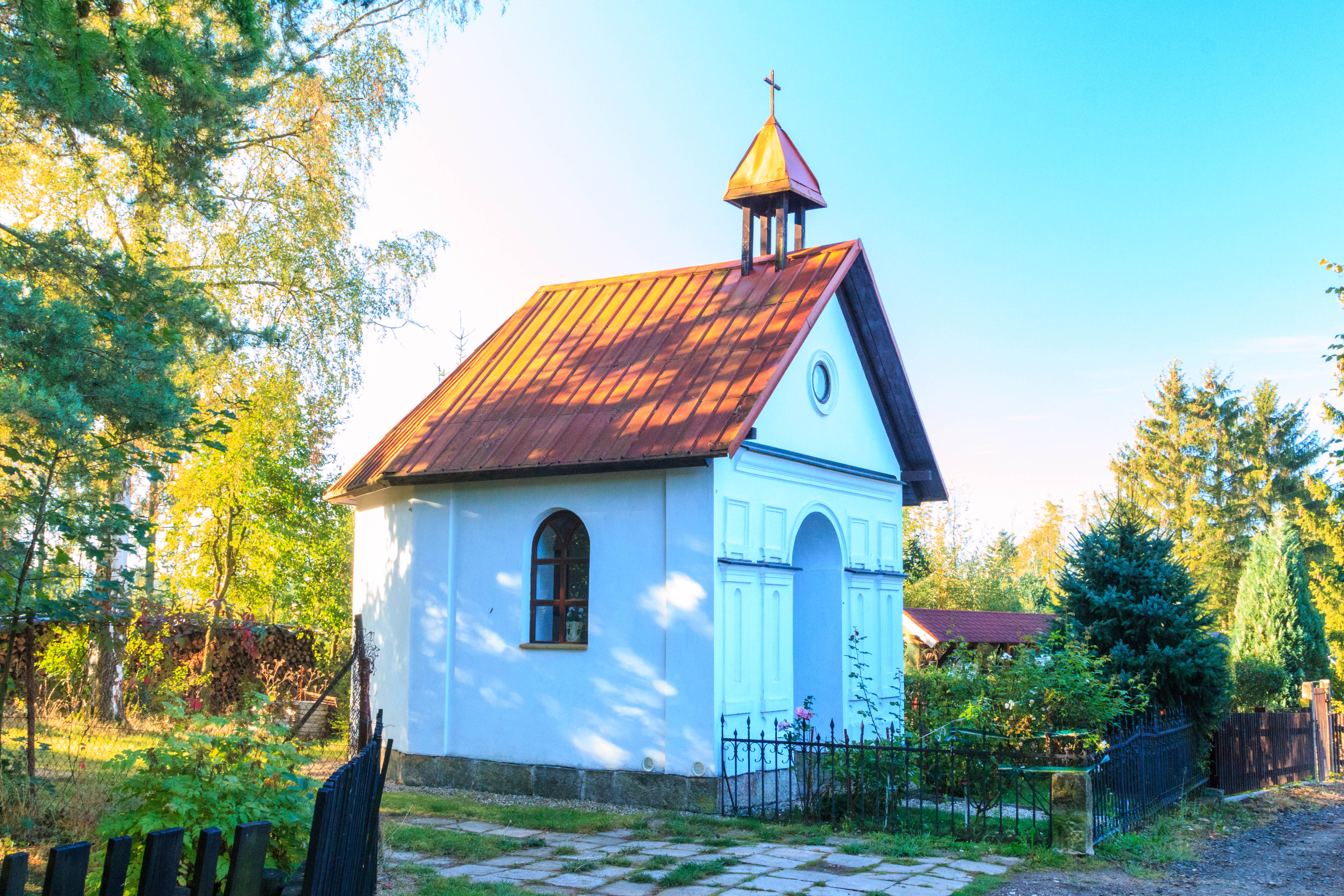
Chapelle à Šidloby.

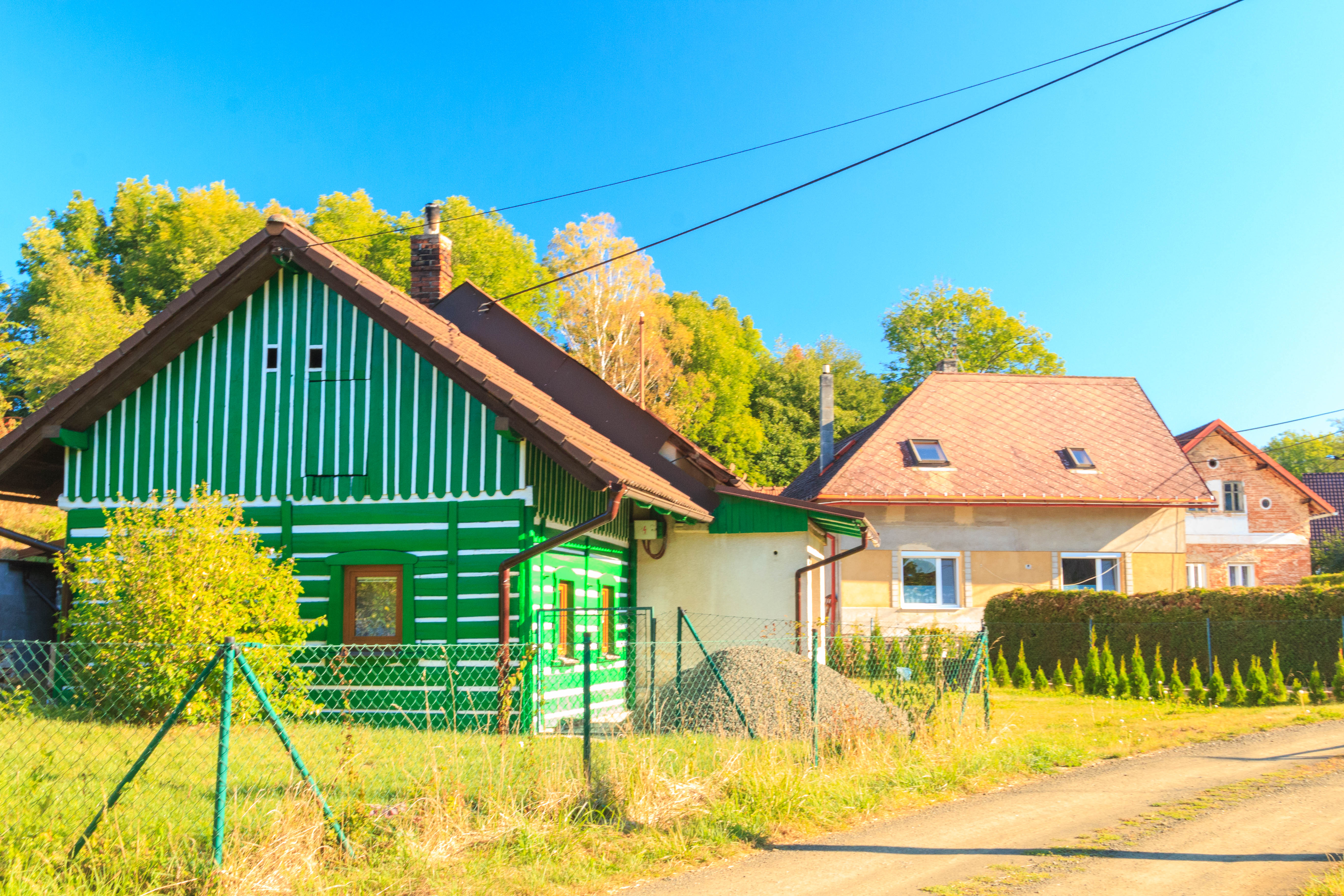
Maisons du hameau de Jivany.
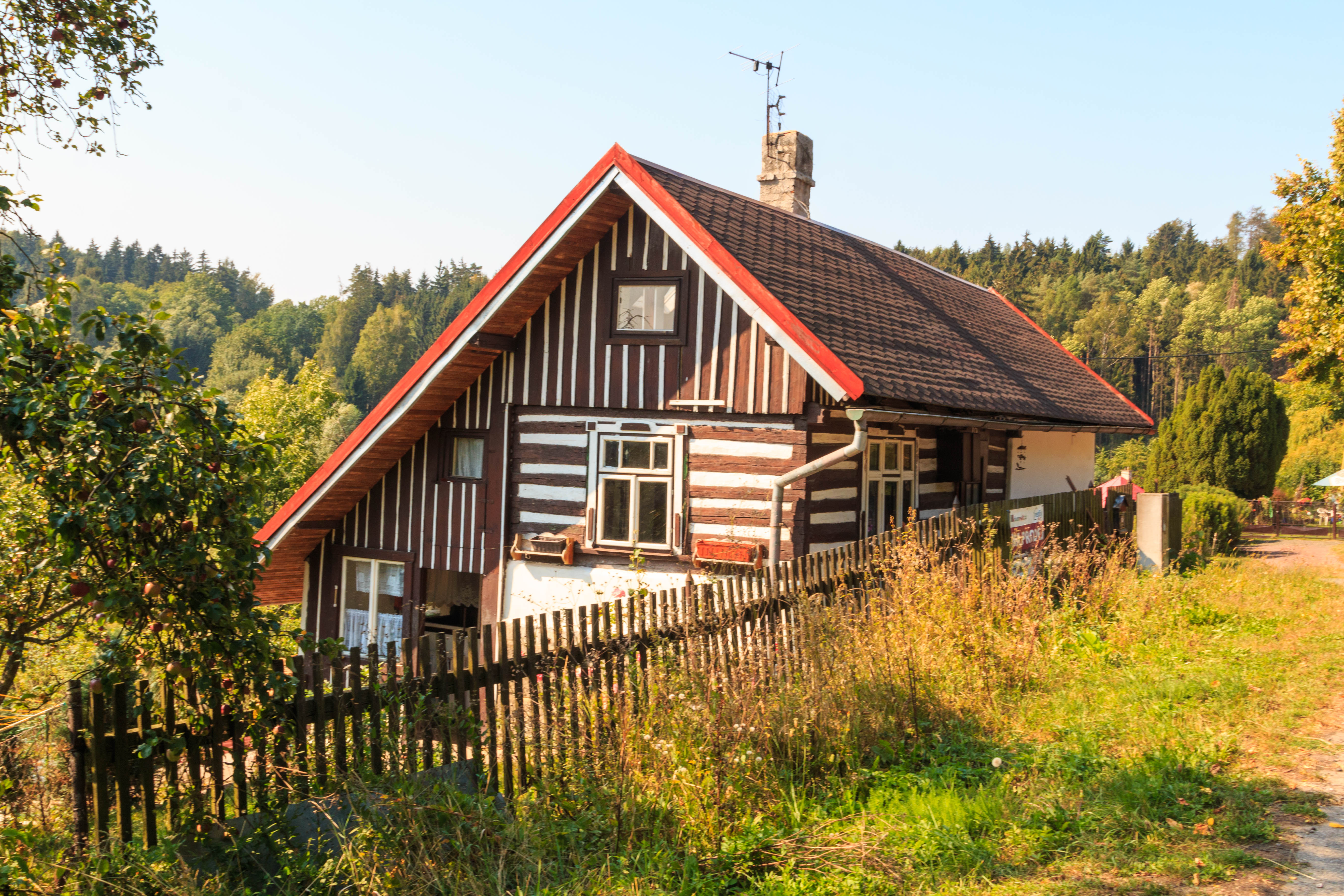
Maison à Březka.

## Transports
Par la route, Libuň se trouve à 9 km de Jičín, à 74 km de Hradec Králové et à 92 km de Prague.